# Tverreggtelen
Tverreggtelen är en kulle i Antarktis. Den ligger i Östantarktis. Norge gör anspråk på området. Toppen på Tverreggtelen är 2 037 meter över havet.
Terrängen runt Tverreggtelen är platt västerut, men österut är den kuperad. Trakten är obefolkad. Det finns inga samhällen i närheten.